# Lentescospora submarina
Lentescospora submarina är en svampart som beskrevs av Linder 1944. Lentescospora submarina ingår i släktet Lentescospora, divisionen sporsäcksvampar och riket svampar.   Inga underarter finns listade i Catalogue of Life.